# Кровинка

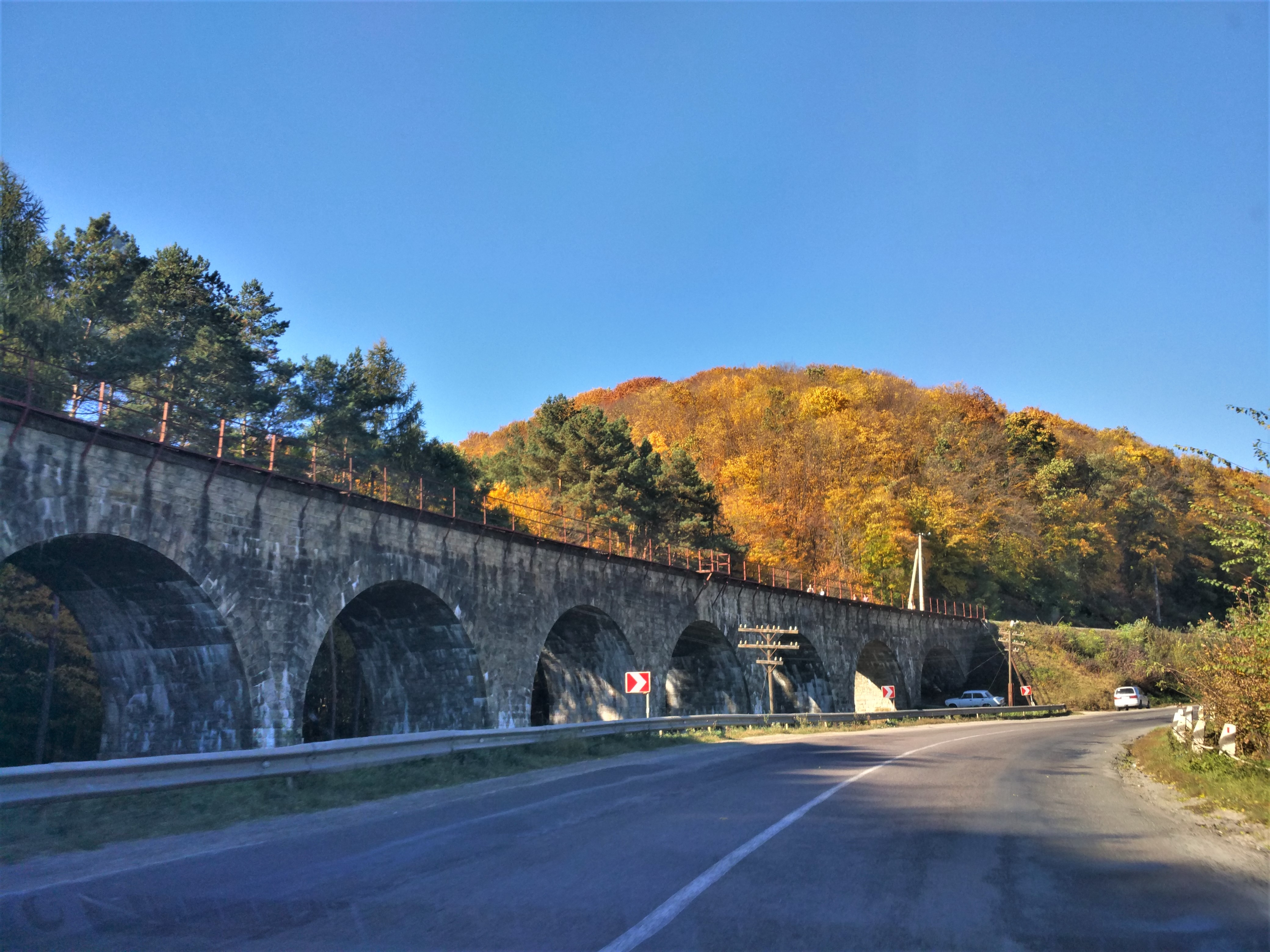
Залізничний віадук поблизу села

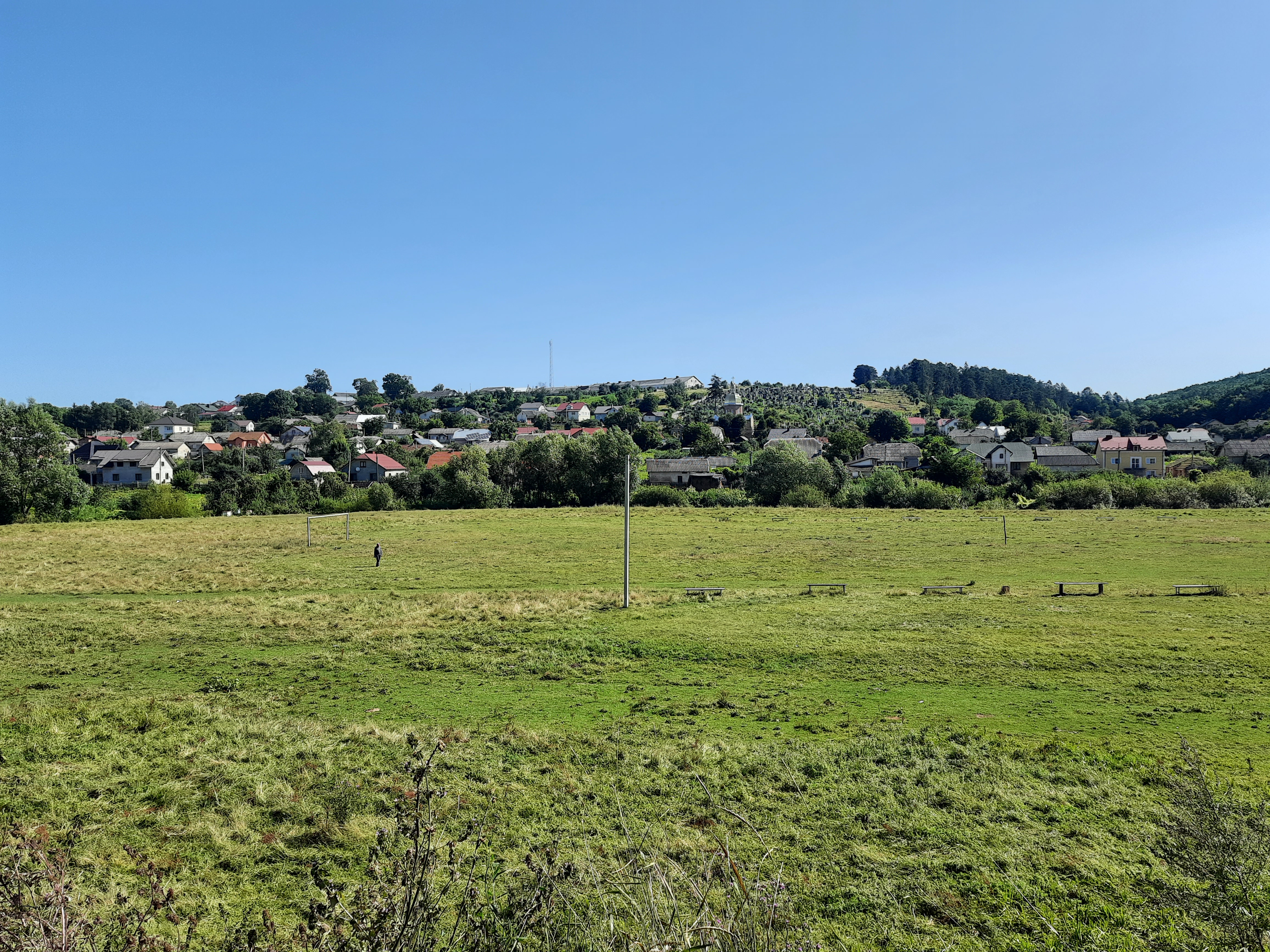
Вигляд на село

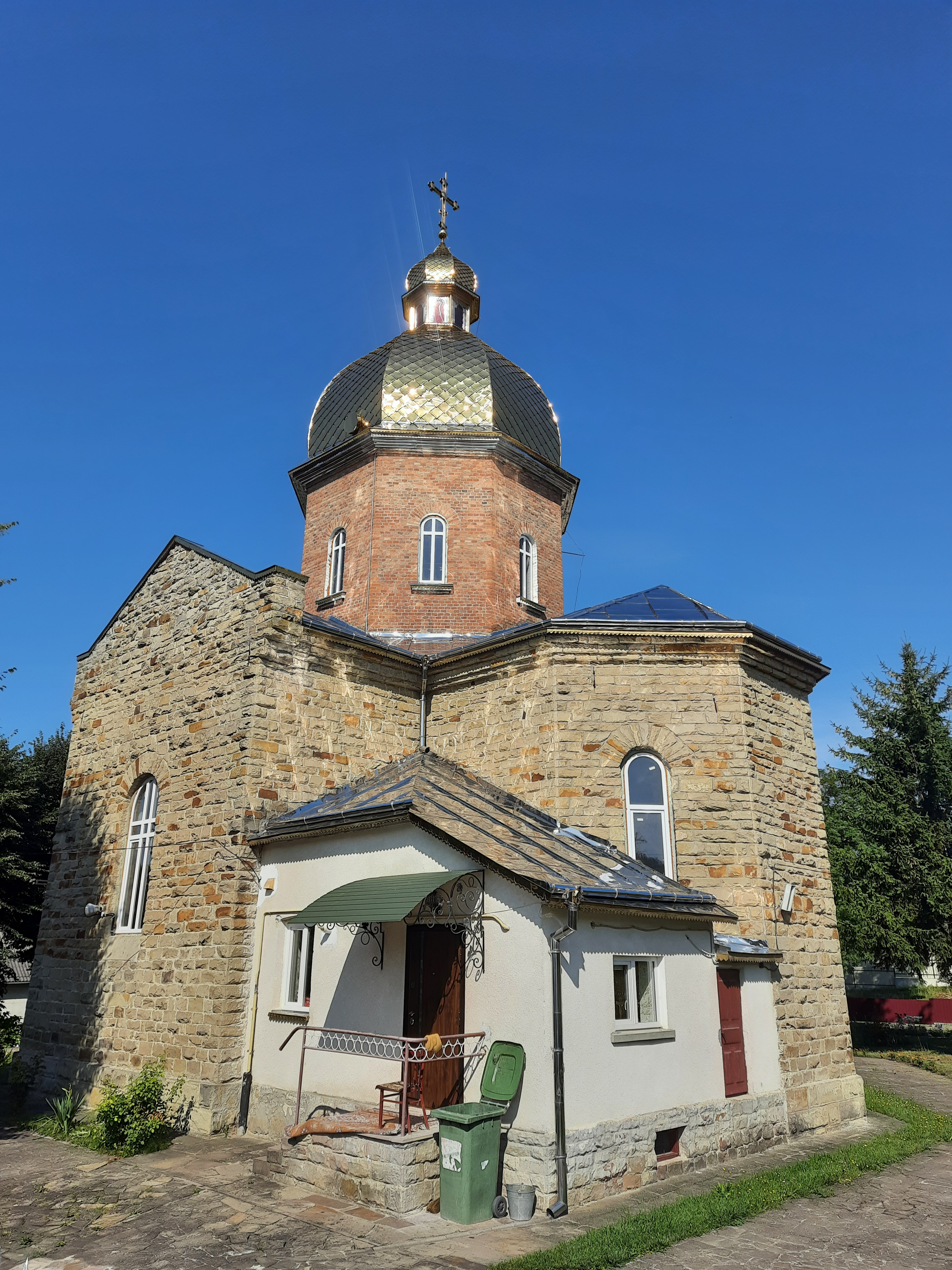
Церква Покрови Пресвятої Богородиці

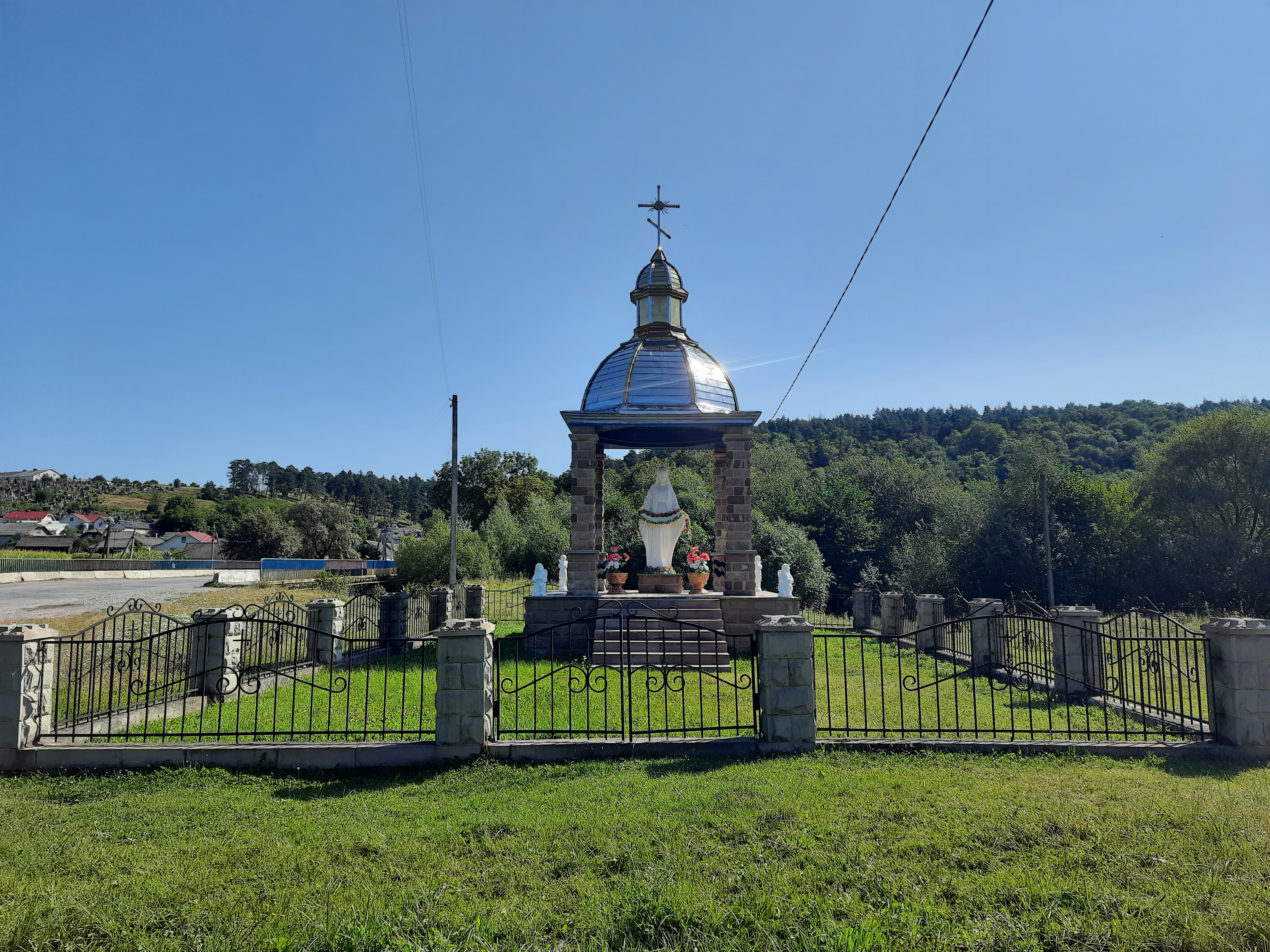
Статуя Божої Матері

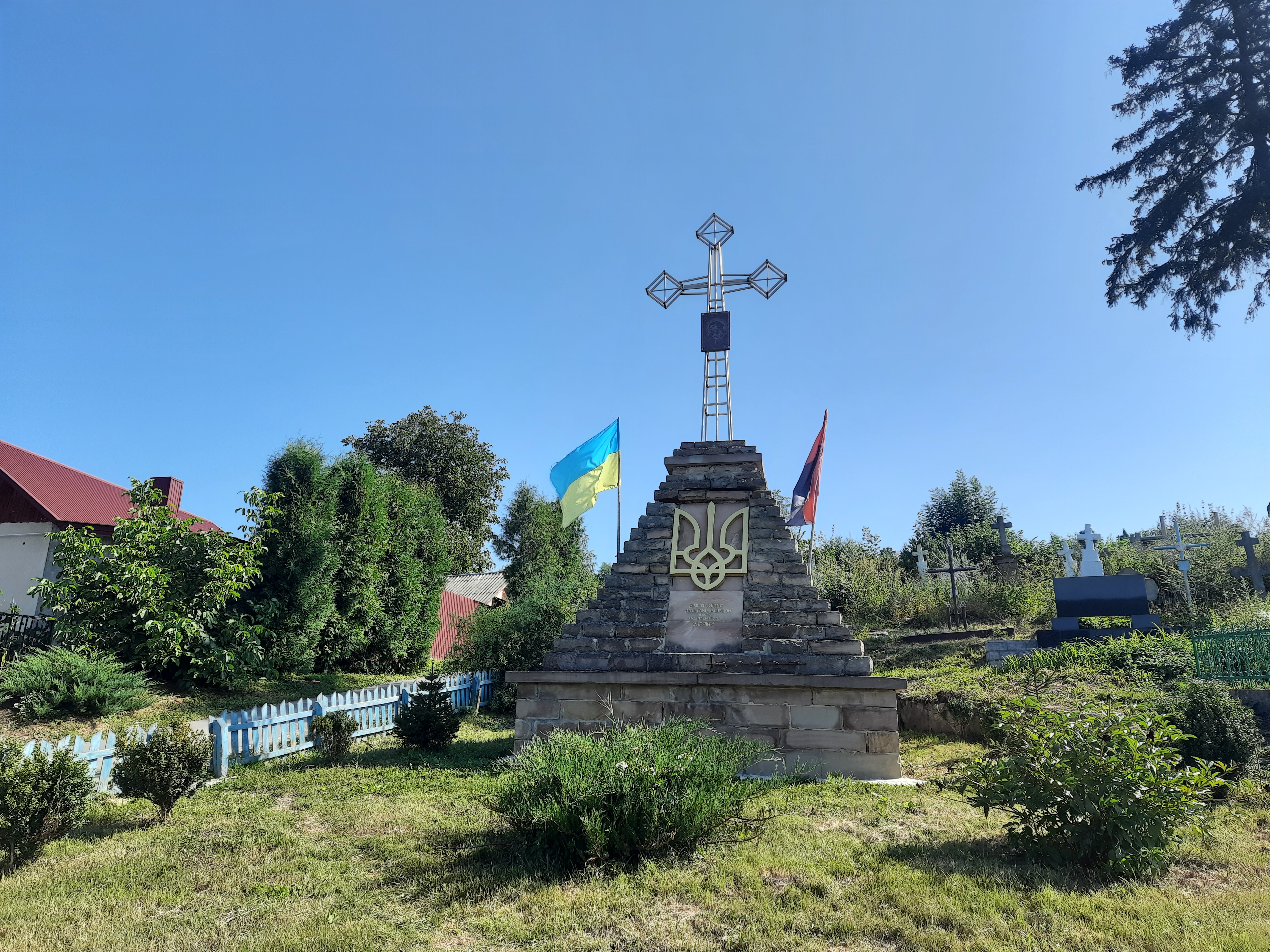
Пам'ятник борцям за волю України

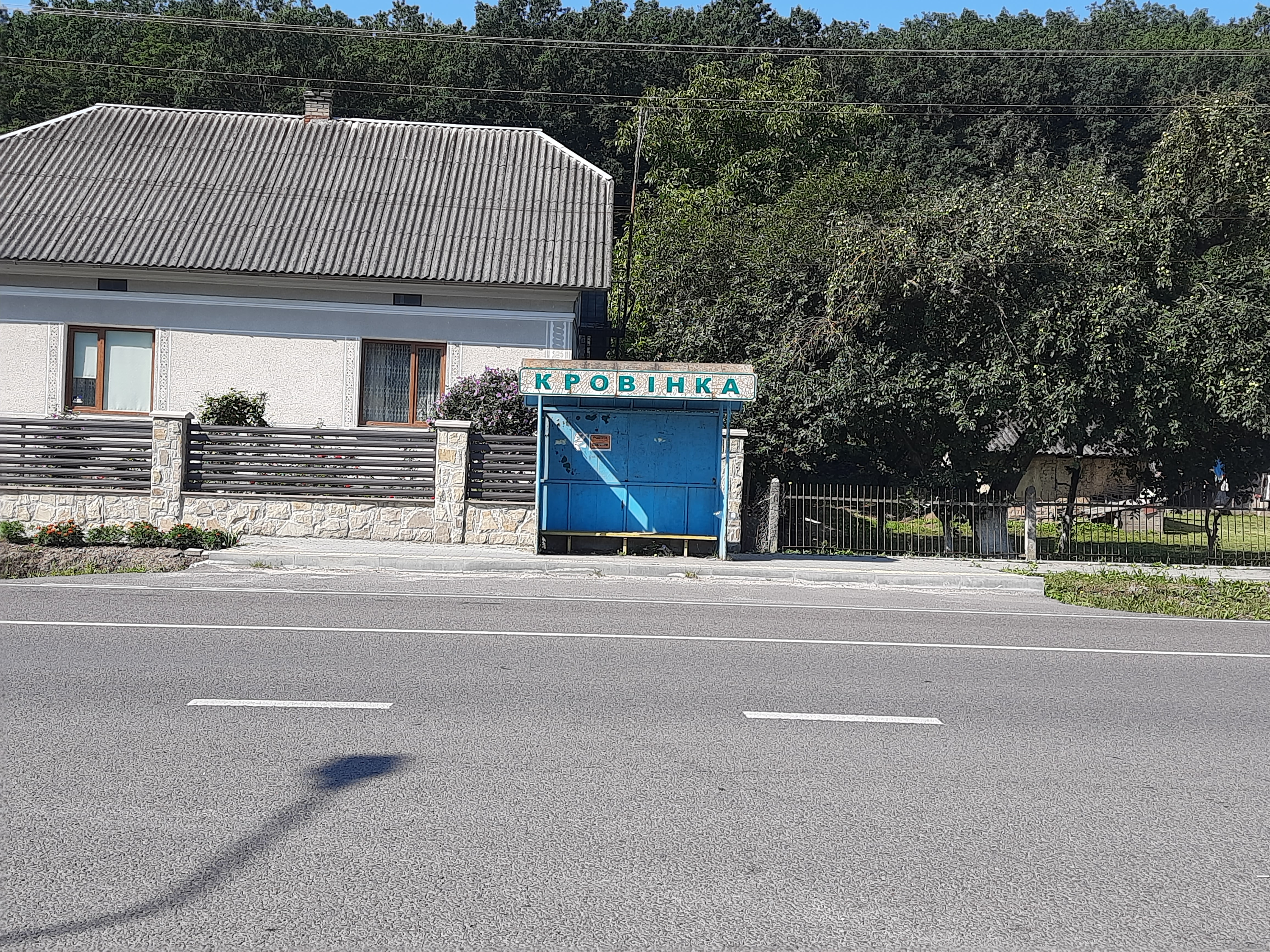
Автобусна зупинка

Крови́нка (відоме також під назвою Кровінка) — село в Україні, у Теребовлянській міській громаді Тернопільського району Тернопільської області. До 2015 адміністративний центр Кровинківської сільської ради. Від 2015 у складі Теребовлянської міської громади. Станом на 2021 рік у селі мешкало 1323 особи.

## Назва
За твердженнями поляків, що перейменували під час своєї окупації село на Кровінка, щоб воно звучало на польський лад, назва села походить від того, що тут були колись великі бої. Напрям течії  іде до Теребовлі,тому після битви, вода в річці була червона, і багато трупів плило, тому і назвали, наголоси і вимова змінювались та зміст один. «Акти Гродські» стверджують , ще за княжих часів село називалося Кровинка і було передмістям Теребовлі. Ймовірна версія, що назва села походить від великих пасовищ у центрі села, де випасалась корови, але те місце де сучасні селяни випасають скот було колись чималим ставом який тягнувся уздовж тепер р. Гнізни, заплави заболочені. Така версія звучить малоймовірно.
У XV столітті поселення згадується як Кравінія.

### Мікротопоніми
Назви піль: Жухнівка, Могилки, Слобода; ліс Кудриця, Став, ліс Соснина, ліс Дубина.

## Історія
Поблизу Кровинки було виявлено під час археологічних досліджень ранньослов'янське городище Кровинка І ІІІ — IV, V — VI століть н. е. Розташоване поселення на правому березі річки Гнізна. Крутий берег захищав підходи зі сходу, з півдня територію городища оточував глибокий яр вздовж осі захід-схід. Західна і північна сторони були укріплені рукотворною лінією оборони у вигляді двох рядів валів, які чергуються з двома рядами ровів. Імовірно в ті часи висота зовнішнього валу досягала 5 метрів, а внутрішнього 6-8 метрів, на вершині валу були дерев'яні укріплення. Оборонні споруди оточували майданчик близько 40 м в діаметрі, поселення було невеликим.
Наприкінці 1990-х — початку 2000-х років протягом кількох польових сезонів на тер. городища в селі Кровинка під керкванням О. Гаврилюка (завідувача археологічним відділом Тернопільського креєзнавчого музею) проводилися розкопки. Вдалося дослідити, що поселення було знищене і спалене. Припускають, це сталося після нападу кочівників. Тут знайдено десятки залізних наконечників стріл, велику кількість прикрас — срібні і бронзові фібули і пряжки, золоті прикраси-брошки. Загибель городища пов'язують із нападом авар (кочівників азійського походження), які у VI столітті переселялися до Центральної Європи. До тепер збереглися сліди валів і ровів, висота насипу в деяких місцях сягає 4-х метрів.
Після розпаду Галицько-Волинського князівства, становище селян було дуже важким. Крім економічного і політичного гноблення поляків, село терпіло постійні напади турків і татар. Лише протягом 1605—1629 років село разом з Теребовлею зазнали 15 таких нападів, що закінчувалися повним пограбуванням для села. Мешканці Кровинки підтримали Богдана Хмельницького під час його визвольного походу. У цей час у селі поселяється легендарний Станіслав-Нестор Морозенко, що згодом приєднується до загонів Хмельницького.
1672 року село зазнало значних руйнувань збоку турків, а 1675 року — повного зруйнування.
У 1772 році з приходом австрійської адміністрації Кровинку було прилучено до Тернопільського циркулу маєткості. Австрійський уряд провів свого роду інвертарну реформу, яка стала підставою для оподаткування населення також було проголошену релігійну-терпимість, обмеження панщини 50-ма днями на рік. Декретом від 2 квітня 1787 року землеволодіння було поділено на дві категорії: панське і селянське. Землі, що належали селянам до 7 жовтня 1786 року залишалися за ними і на майбутнє . Але не дивлячись на цей декрет, великі землевласники продовжували забирати землю у бідних селян . Адже, як відомо в ті часи більшість жителів села становили бідні заробітчани, що заробляли літом у каменеломнях, а зимою на виробці лісу . Деякі селяни заробляли перевозячи крам дрібних продавців, а також працюючи в Теребовлі як домашня прислуга дрібні кустарі, ремісники. У 1848 р. Після цілого ряду виступів селян по всій Галичині було скасовано панщину. На честь цієї події жителі села поставили хрест. Після приходу більшовиків його було розбито. Відновили його лише після проголошення незалежності України.
З приходом до влади Австрійської імперії (з 1867 року — Австро-Угорщина) становище селян дещо покращилося. Було засновано однокласові школи з українською мовою навчання. 25 листопада 1896 року завершилося будівництво ділянки залізниці Тернопіль — Копичинці, що була частиною Галицької напрямку Львів — Чернівці, яка проходить через село, тоді ж збудували залізничний міст-віадук. Була збудована нова дорога (сучасна М-19, є частиною Європейського автошляху E85). Раніше головний шлях проходив вул. Шевченка, вул. Лесі Українки, возами переїжджали через річку. 1868-го року в селі засновано товариство «Просвіта». У 1911 р. також створене товариство «Сокіл». Активними учасниками товариства були: Курнило Михайло, Стелюк Павло Іванович, Стелюк Степан Іванович, Пасіка Павло, Пасіка Адам та багато інших.  У період першої світової війни багато з них вступили до лав Української армії.
24 серпня 1914 р. у село ввійшли російські війська і перебували тут до серпня 1917 р., до повернення австрійців. Перше, що зробили російські «визволителі» в селі, це закрили хату — читальню і знищили всі книжки, написані українською. В брошурі Казимира Міссони «Москалі в Теребовлі» автор так описує відступ рос. військ в перод І св. війни: «Москалі, втративши голову, під час відступу підірвали залізничний міст в Трембовлі (їх відступ у 1915 році був абсолютно спокійним). Німецький літак стріляв з кулемета по таборах на Замковій горі. Регулярні війська в паніці тікали через Теребовлю. Солдати кидали зброю та військову техніку, ті не заважали їм тікати. Російський магазин одягу та взуття розташовувався у житловому будинку Фішера на вулиці Колійовій. Відступаючі солдати тут же скинули стару форми, і на вулиці перевдягалися в нову. Російське командування формувало полки лише за межами Теребовлі, і в той же час відправили підрозділи, яким вже наказували прикривати відступ. У Теребовлі почали палити будинки втретє. Спалені будинки під Замком, млин Кепла, висаджені мости біля Ратуші, залізничні в Кровінці, у Плебанівці, також були висаджені невеликі мости»… «Млин в Кровінці водно-турбіновий, побудований перед війною Національним департаментом для потреб повіту, був спалений, щоб не залишити німцям господарського обладнання. Втікаючи російське військо забирало всю худобу та коней, щоб вони не дісталися в руки ворога. Їжу не забирали. Незважаючи на відступ і паніку москалів, торгівля була жвавою. Російські солдати продавали рибу, борошно та інші продукти для трембовлян, які вони награбували чи розібрали з магазинів. Близько 8 години ранку з'явилися перші німецькі патрулі в Трембовлі. Російська артилерія боронила свій відступ, обстрілюючи дорогу з Княжої Гори, а також захищали доступ до Кровінки. Німці нейтралізували російську артилерію. Сильний бій тоді йшов навколо фільварку в Кровінці, де полягло багато росіян та німців. Німецькі колони, проходячи через Теребовлю, зупинилися на лінії Боричівка, Ілавце; росіяни засіли в Медоборах.»
У червні 1919 р. в село прийшли польські війська, а на початку липня 1919 р. українська армія. У серпні 1920 р. повернулися росіяни, а через два місяці повернулися поляки. 1930 року люди заложили фундамент читальні «Просвіти», яка була повністю збудована і посвячена на Покрови, приблизно в 1931-32р.р. При читальні «Просвіти» була велика бібліотека. Бібліотекарем призначили Стаха Пасіку. Велику допомогу «Просвіті» надавала молода вчителька Стефанія Качурівська, активні учасники: Антон Заставний, Ярослав Заставний, Антон Забірка, Адам і Євстахій Пасіки, Биковський Петро. Ще до початку першої світової війни в селі було закладено фундаменту нової церкви, будівництво якої закінчили в 1924 р. На Покрови церкву освятили. При ній було свічкове братство «Апостольства Молитви», до якого входило 124 жінки. Після першої світової війни в селі створили трирічну школу. Було організоване молодіжне товариство «Луг», керівник — Павло Вишньовський. Військову підготовку члени організації проходили під керівництвом Олекси Хвалибоги і Плесканя Миколи. Поляки до луговиків ставилися з великою ненавистю. Були випадки, коли польські «шольци» нападали на луговиків. 1937 рік поляки порубали вікна і двері читальні «Просвіти».
У вересні 1939 р. зайшли радянські війська, синьо-жовтий прапор і тризуб читальні зразу було знято. Читальню «Просвіти» розігнали, побили портрети Тараса Шевченка, Івана Франка, Лесі Українки, а бібліотеку спалили. Трагічно склалася доля активних членів цієї організації. У квітні 1941 р. за одну ніч арештували 18 чоловік і закатували в Тернопільській, Челябінській, Магнітогорській та інших тюрмах більшовицької імперії. Арешти продовжувались. Повернувся додому лише Биковський Стах, який 10 років відбув у сталінських таборах.
Фашистська Німеччина інтенсивно готувалась до війни. І вже 21 червня 1941 р. німецькі літаки бомбили Тернопіль, Зубівський аеродром, Хоростківську залізничну станцію та інші об'єкти. А через 2 тижні німецькі війська були в Кровинці. 1942—1943 р.р. була німецька окупація, тоді ж жителі села висипали могилу на честь січових стрільців і закатованих більшовиками. На перших порах наші люди ставились до німців з пошаною, як до визволителів від більшовицького іга. Молодь села добровільно їхала на роботу в Німеччину, але згодом народ зрозумів, яку мету переслідував фашизм. Українські повстанці розпочали жорстоку боротьбу проти фашистів. Повстанці с. Кровинки чинили опір вивезенню молоді на примусові роботи до Німеччини, збору контингенту, а то й просто нищили фашистів. В 1942 році кровинківські ОУН-івці знищили фашиста, який повертався з Лошнева через Кровінку. 22 березня 1944 р. в село знову вступили радянські війська і могилу січовим стрільцям було розкинуто. Після повернення радянських військ (1943 р.) на теребовлянщині зростає активність загонів УПА. Жителі села теж беруть активну участь у боротьбі проти більшовиків. Майже все населення підтримувало їх діяльність. Колишні члени т. «Сокіл», т. «Луг», т. «Просвіти», допомагали підпільникам всім необхідним, харчами, одягом, зброєю тощо. В той час цілий ряд членів ОУН села пішли в підпілля і зі зброєю в руках завдаваючии відчутних ударів окупантам. У Кровинці був районний штаб ОУН і деякий час перебував під обласний провід. Боївку очолював підрайоновий провідник Хвалибога Ярослав Антонович «Орел». Левандовський Павло Олексієвич 1921 р.н. член ОУН з 1940 р., загинув в бою з військами НКВС в с. Сущин 1945 р.. Облещук Нестор Ількович 1925 р.н., член ОУН, пропагандист за рекомендацією районного проводу ОУН працював в українській поліції і підтримував тісний зв'язок з підпіллям, у бою з НКВС-ми ранений і непритомний попадає в їхні руки живим. Його засудили на 25 років позбавлення волі, загинув в Іркутську. Хвалибога Ярослав 1923 р.н. вмілий організатор і добрий керівник загинув в Струсові 1946 р. в бою з службовцями НКВС.
Під час радянської окупації було розстріляно 18 людей.
У 1946 р. в селі почали організовувати колгосп. Кровинчан заставляли підписувати заяви про вступ. Тих, хто відмовлявся, жорстоко карали. У 1947 р. починається розкуркулювання, у першу чергу тих, хто був членом «Просвіти» і їх синів. На Покрови, з 14 на 15 жовтня, на Сибір вивезли більш як 10 сімей. На початку 1949 р. в завершено «організацію» колгоспу.
12 червня 2020 року, відповідно до розпорядження Кабінету Міністрів України № 724-р «Про визначення адміністративних центрів та затвердження територій територіальних громад Тернопільської області» увійшло до складу Теребовлянської міської громади.
19 липня 2020 року, в результаті адміністративно-територіальної реформи та ліквідації Теребовлянського району, село увійшло до складу Тернопільського району.

## Політика

### Парламентські вибори, 2019
На позачергових парламентських виборах 2019 року у селі функціонувала окрема виборча дільниця № 610844, розташована у приміщенні клубу.
Результати
- зареєстровано 975 виборців, явка 64,00%, найбільше голосів віддано за «Слугу народу» — 39,02%, за Радикальну партію Олега Ляшка — 10,57%, за «Голос» — 9,59%.[8] В одномандатному окрузі найбільше голосів отримала Алла Стечишин (самовисування) — 36,44%, за Ігоря Сопеля (Слуга народу) — 18,80%, за Миколу Люшняка (самовисування) — 13,48%[9].

## Населення

### Мова
Розподіл населення за рідною мовою за даними перепису 2001 року:
| Мова            | Кількість | Відсоток |
| --------------- | --------- | -------- |
| українська      | 1415      | 99.37%   |
| російська       | 7         | 0.49%    |
| польська        | 1         | 0.07%    |
| інші/не вказали | 1         | 0.07%    |
| Усього          | 1424      | 100%     |

### Поширені прізвища
Аспрас, Забірка, Паланюк, Чвартацький, Чорний.

## Соціальна сфера
Працюють
- Кровинківська загальноосвітня школа І-ІІ ступенів [Архівовано 19 лютого 2019 у Wayback Machine.] (з 1974р.),
- клуб,
- бібліотека,
- ФАП,
- торговельні заклади.

## Релігія
- церква Покрови Пресвятої Богородиці (ПЦУ; 1924; кам’яна),
- був костел (1899).

## Пам'ятники
- пам'ятний хрест «За тверезість» (біля церкви) 1878р.,
- пам'ятний знак (хрест) на честь 50-річчя скасування панщини (вул. Хатки, 60) 1898р.,
- символічна могила воякам УПА,
- пам'ятник воїнам-односельчанам, які загинули під час німецько-радянської війни.

## Відомі люди

### Народилися
- Станіслав Павлович Мрозовицький, відомий як Нестор Морозенко [Архівовано 6 серпня 2020 у Wayback Machine.] — військово-політичний діяч доби Хмельниччини.
- С. Гаврон — один з праведників народів світу[11].
- Франка Сигнатович - праведниця народів світу.
- Остап Пасіка — художник, скульптор, різьбяр[12].
- Орест Муц — український політик, член Партії Регіонів, народний депутат України.

### Вчителювали
- Білогуб-Вернигів Г. http://irp.te.ua/bilogub-verny-gir-ganna-sergiyivna/ [Архівовано 29 січня 2020 у Wayback Machine.] [Архівовано 29 січня 2020 у Wayback Machine.]— бандуристка.
- Будний Степан — український поет.